# Nemesszalók
Nemesszalók község Veszprém vármegyében, a Pápai járásban.

## Fekvése
Veszprém vármegye északnyugati részén fekszik, jobbára sík területen, a Marcal völgyében, mintegy 3-4 kilométerre a folyótól. A két legközelebbi város Pápa és Celldömölk, a község nagyjából félúton, mindkettőtől egyaránt 15-15 kilométerre található. A környék vulkáni tanúhegyei közül a Somlótól és a Ságtól is nagyjából 16-16 kilométerre fekszik, a Bakony legközelebbi hegyei 20–25 kilométerre magasodnak.
A szomszédos települések: észak felől Vinár, északkelet felől Mihályháza, kelet felől Nyárád, dél felől Dabrony és Csögle, délnyugat felől Egeralja és Adorjánháza, északnyugat felől pedig Külsővat és Marcalgergelyi.

### Megközelítése
A településen, annak főutcájaként végighúzódik kelet nyugati irányban a Pápát Celldömölkkel összekötő 834-es főút, ezen érhető el mindkét végponti város felől. Devecser térségével és északi szomszédaival a 8411-es út köti össze. Vasútvonal nem érinti, a legközelebbi vasúti csatlakozási lehetőség a Győr–Celldömölk-vasútvonal Vinár vasútállomása, bő 4 kilométerre északra.

## Közélete

### Polgármesterei
- 1990–1994: Gyűrűsi Ottó (független)[3]
- 1994–1998: Gyűrűsi Ottó (független)[4]
- 1998–2002: Gyűrűsi Ottó (független)[5]
- 2002–2006: Varga Jenő (független)[6]
- 2006–2010: Varga Jenő (független)[7]
- 2010–2014: Varga Jenő (független)[8]
- 2014–2019: Varga Jenő (független)[9]
- 2019–2024: Varga Jenő (független)[10]
- 2024– : Varga Jenő (független)[1]

### Története
Nemesszalók címere utal a település történetére. A címerpajzs közepén található, lábainál csonkolt fehér hattyú az egykori tulajdonos Szalóki család címerén megjelenő motívum, míg a madár alatti ekevas és csoroszlya Pórszalók – az a településrész, ahol a szegény réteg élt – XVIII. századi pecsétjén található minta. A két szimbólum együttes megjelenése a két községrész 1926-os egyesítésére utal. 
A községet elsőként egy 1271-ben kelt dokumentumban említik, neve az idők során több formában is megjelenik, például Fewisew Zalok. Nemesszalókként elsőként 1544-ben találkozhatunk vele, ám ez az elnevezés már nem a teljes településre, csak annak északi részére, a királyi vadász nemesek által lakott területre értendő. A falu déli részét ekkor Pórszalóknak nevezték, mivel főként a szegények lakták. A két falurész megkülönböztetése és két külön elnevezése csak a XVII. századtól vált általánossá, előtte csak Szalók volt a neve. 
Habár a település két fele teljesen össze volt építve, és a XVIII. század előtt közel azonos nagyságú volt, mégis míg a török időkben Pórszalók többször elnéptelenedett, addig Nemesszalók nem vált hosszabb időre pusztává. 
Az évszázadok során hosszú ideig a Szalóki család birtoka volt, később a Szécsieknek és a Hosszútótiaknak is tulajdona volt.
A község első templomát, a mai református templomot már 1785-ben építeni kezdték. 
Nemesszalókot és Pórszalókot 1926-ban egyesítették ismét.

## Népesség
A település népességének változása:
| Lakosok száma | 923  | 907  | 888  | 831  | 838  | 803  | 784  |
|               | 2013 | 2014 | 2015 | 2021 | 2022 | 2023 | 2024 |

A 2011-es népszámlálás során a lakosok 85,5%-a magyarnak, 2,9% cigánynak, 0,9% románnak, 0,4% németnek mondta magát (14,1% nem nyilatkozott; a kettős identitások miatt a végösszeg nagyobb lehet 100%-nál). A vallási megoszlás a következő volt: római katolikus 47,2%, református 11,2%, evangélikus 19,3%, felekezeten kívüli 3,4% (17,9% nem nyilatkozott).
2022-ben a lakosság 95,8%-a vallotta magát magyarnak, 1,2% németnek, 1% cigánynak, 0,2% bolgárnak, 0,1-0,1% ukránnak, horvátnak és szlováknak, 0,7% egyéb, nem hazai nemzetiségűnek (3,9% nem nyilatkozott; a kettős identitások miatt a végösszeg nagyobb lehet 100%-nál). Vallásuk szerint 39,9% volt római katolikus, 16,8% evangélikus, 9,2% református, 0,2% egyéb keresztény, 1,8% egyéb katolikus, 7,6% felekezeten kívüli (24,5% nem válaszolt).

## Itt születtek
- Stern Samu (1874 –  1946) élelmiszeripari üzletember, bankár, előbb pesti, majd országos zsidó vallási vezető.
- Thúry Éva (1929 –) színésznő, operettszubrett

## Képek

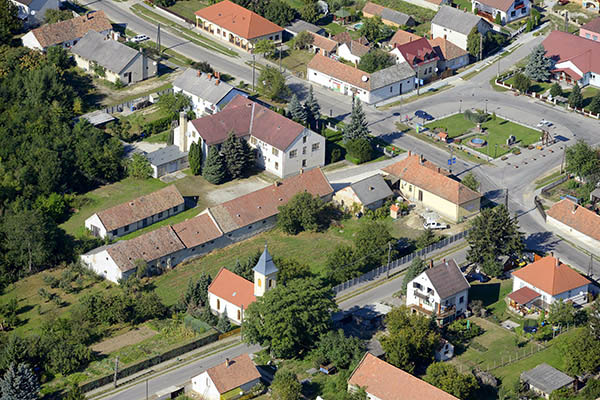
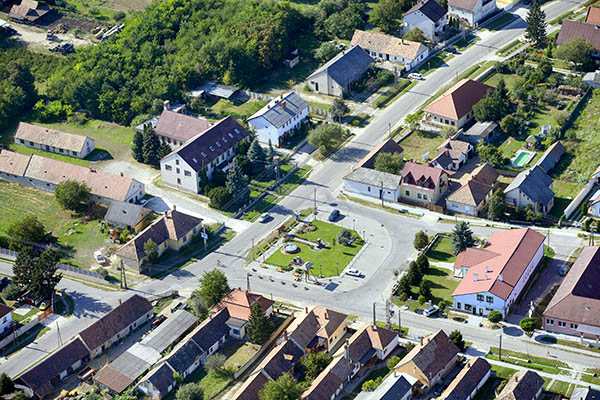
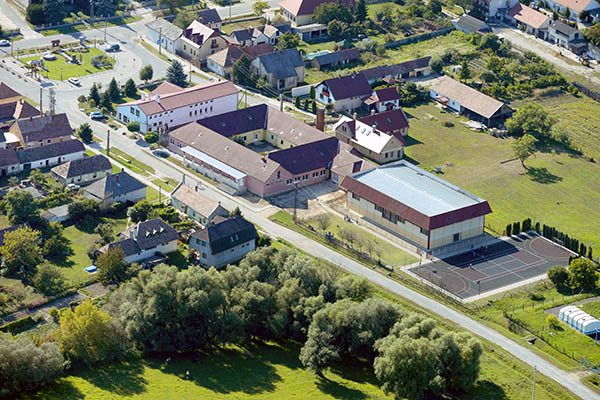
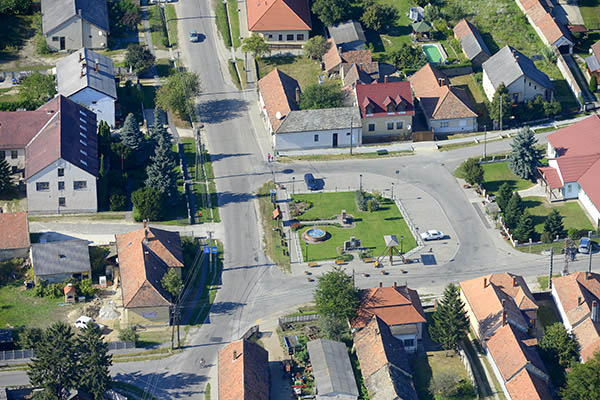